# Regona
Regona es una variedad cultivar de manzano (Malus domestica) Esta manzana es originaria de Asturias y es una de las 76 variedades de manzana que se incluyen en la D.O.P. Sidra de Asturias. Está cultivada en la colección de manzanos asturianos del SERIDA.

## Sinónimos
- "Manzana Regona"

## Características
El manzano de la variedad 'Regona' tiene un vigor medio. Silueta de la estructura de ramificación (sistema de formación en eje): 9. Tipo de fructificación: III-IV.
Época de inicio de floración (promedio periodo 2005-2009): Muy tardía, a mediados de la primera decena de mayo.
La variedad de manzana Regona tiene un fruto de diámetro mediano (71-75 mm), altura 58 mm; relación altura-diámetro, bastante aplanada ((0,76-0,85); posición diámetro máximo hacia el pedúnculo o en el medio; acostillado interior de la cubeta ocular ausente o de muy débil a débil; coronamiento final del cáliz (o perfil de la cubeta) ondulado a ligeramente ondulado.
El fruto tiene predominio de forma aplanada globulosa y truncada cónica.
Cavidad del pedúnculo de media a profunda, con la anchura de la cubeta peduncular ancha, siendo la relación de la cubeta ocular-cubeta peduncular cilíndrica. Cantidad de russeting (pardeamiento áspero superficial que presentan algunas variedades) en cubeta peduncular baja a muy baja o ausente.
Pedúnculo de muy corto (≤10 mm) a largo (21-25 mm), pero predomina corto (11-15 mm) siendo su espesor mediano y alguno delgado; longitud del pedúnculo es de muy corto (≤10 mm) a largo (21-25 mm), pero predomina corto (11-15 mm); espesor del pedúnculo es mediano y alguno delgado.
Apertura de ojo, algo abierto. Tamaño de ojo pequeño. Profundidad de la cubeta ocular media, y la anchura de la cubeta ocular es ancha. Coronamiento final del cáliz (perfil cubeta) ligeramente ondulado, y la cantidad de "russeting" en la cubeta ocular ausente o muy baja a baja.
La textura de la epidermis es lisa o algo cerosa, con estado ceroso de la epidermis ausente o débil a moderado, y la pruina de la epidermis ausente o débil; coloración de fondo verde blanquecino o amarillo verdoso; siendo el color de superficie tonalidades tostadas en las zonas más expuestas y en algunas manzanas estrías blanquecinas; con una intensidad del color de superficie clara, y el tipo del color de superficie son placas continuas. Siendo la cantidad de "russeting" en los laterales ausente o muy baja a baja.
Densidad de lenticelas medianamente numerosas; siendo el tamaño de las lenticelas de mediano a pequeño; sin aureola o con aureola blanca; con el color del núcleo de la lenticela marrón .
Color de la pulpa crema algo verdosa y apertura de lóculos (en corte transversal) cerrados y algunos algo abiertos.
Maduración se produce en la segunda decena de noviembre.
Variedad de sabor muy ácido ligeramente amargo, se utiliza en la producción de sidra.

## Rendimientos de producción
Tiene una entrada en producción rápida. Alcanza un nivel productivo razonable (>25t/ha). Nivel de alternancia bastante elevado.
Rendimiento en mosto (l/100 kg): 63,7 ± 3,6. Azúcares totales (g/l): 86,6 ± 12,6. Acidez total (g/l H2SO4): 7,1 ± 1,7. pH: 3,2 ± 0,2. Fenoles totales (g/l ac. Tánico): 1,3 ± 0,3. Grupo tecnológico: Muy ácido ligeramente amargo.

## D.O.P.Sidra de Asturias
La Denominación de Origen Protegida (D.O.P.) sidra de Asturias se ha de elaborar exclusivamente con manzanas procedentes de parcelas asturianas inscritas en el “Consejo Regulador de la Denominación de Origen”, que es el organismo oficial que según el artículo 10 del reglamento (CEE 2081/92) acreditado para certificar que una sidra cumpla los requisitos establecidos en su reglamento para ser “Sidra de Asturias”.
En la actualidad (2018) cuenta con 31 lagares, 322 cosecheros y 843 hectáreas registradas y auditadas.

## Sensibilidades
- Moteado: ataque medio
- Chancro del manzano: ataque débil
- Oidio: ataque débil
- Momificado: ataque débil.[10][4][9]